# Li Dan (Turnerin)
Li Dan (chinesisch 李丹; * 19. September 1989 in Guangzhou) ist eine chinesische Trampolinturnerin.
Ihr internationales Debüt feierte Li 2003 bei den Weltmeisterschaften in Hannover. Den ersten großen Titel ihrer Karriere gewann sie 2009 in Sankt Petersburg, als sie im Synchronturnen und mit der Mannschaft jeweils Weltmeister wurde. 2010 gelang ihr in Metz auch im Einzel der Titelgewinn. Weitere WM-Titel gewann sie 2011 in Birmingham mit der Mannschaft sowie 2015 in Odense, als sie sich im Einzel-, Synchron- und Mannschaftswettbewerb jeweils die Goldmedaille sicherte. Weitere Erfolge feierte sie 2013 bei den World Games in Cali mit Gold im Synchronturnen sowie 2014 bei den Asienspielen in Incheon mit Gold im Einzel.
2016 nahm sie in Rio de Janeiro erstmals an den Olympischen Sommerspielen teil und gewann im Einzel hinter Rosannagh MacLennan und Bryony Page die Bronzemedaille.